# Беленьковский сельский совет (Запорожский район)
Беленьковский сельский совет (укр. Біленьківська сільська рада) — входит в состав
Запорожского района
Запорожской области
Украины.
Административный центр сельского совета находится в 
с. Беленькое.

## Населённые пункты совета
- с. Беленькое
- с. Червоноднепровка